# Montcharvot
Montcharvot är en kommun i departementet Haute-Marne i regionen Grand Est (tidigare regionen Champagne-Ardenne) i nordöstra Frankrike. Kommunen ligger i kantonen Bourbonne-les-Bains som tillhör arrondissementet Langres. År 2022 hade Montcharvot 40 invånare.

## Befolkningsutveckling
Antalet invånare i kommunen Montcharvot
| Referens: INSEE |